# Arrayou-Lahitte
Arrayou-Lahitte ist eine französische Gemeinde mit 99 Einwohnern (Stand 1. Januar 2022) im Département Hautes-Pyrénées in der Region Okzitanien (vor 2016: Midi-Pyrénées). Sie gehört zum Arrondissement Argelès-Gazost und zum Kanton Lourdes-2.
Die Einwohner werden Lahittois und Lahittoises genannt.

## Geographie
Arrayou-Lahitte liegt circa acht Kilometer östlich von Lourdes in dessen Einzugsbereich (Aire urbaine) in der historischen Provinz Bigorre.
Umgeben wird Arrayou-Lahitte von den sechs Nachbargemeinden:
| Escoubès-Pouts | Orincles                                    |                 |
| Gez-ez-Angles  | Kompassrose, die auf Nachbargemeinden zeigt | Astugue         |
|                | Arrodets-ez-Angles                          | Ossun-ez-Angles |

Arrayou-Lahitte liegt im Einzugsgebiet des Flusses Adour. Der Litor und die Géline, Nebenflüsse des Échez, durchqueren das Gebiet der Gemeinde.

## Geschichte
Die früheren Gemeinden Arrayou und Lahitte wurden am 1. Januar 1965 zur Gemeinde Arrayou-Lahitte zusammengelegt.

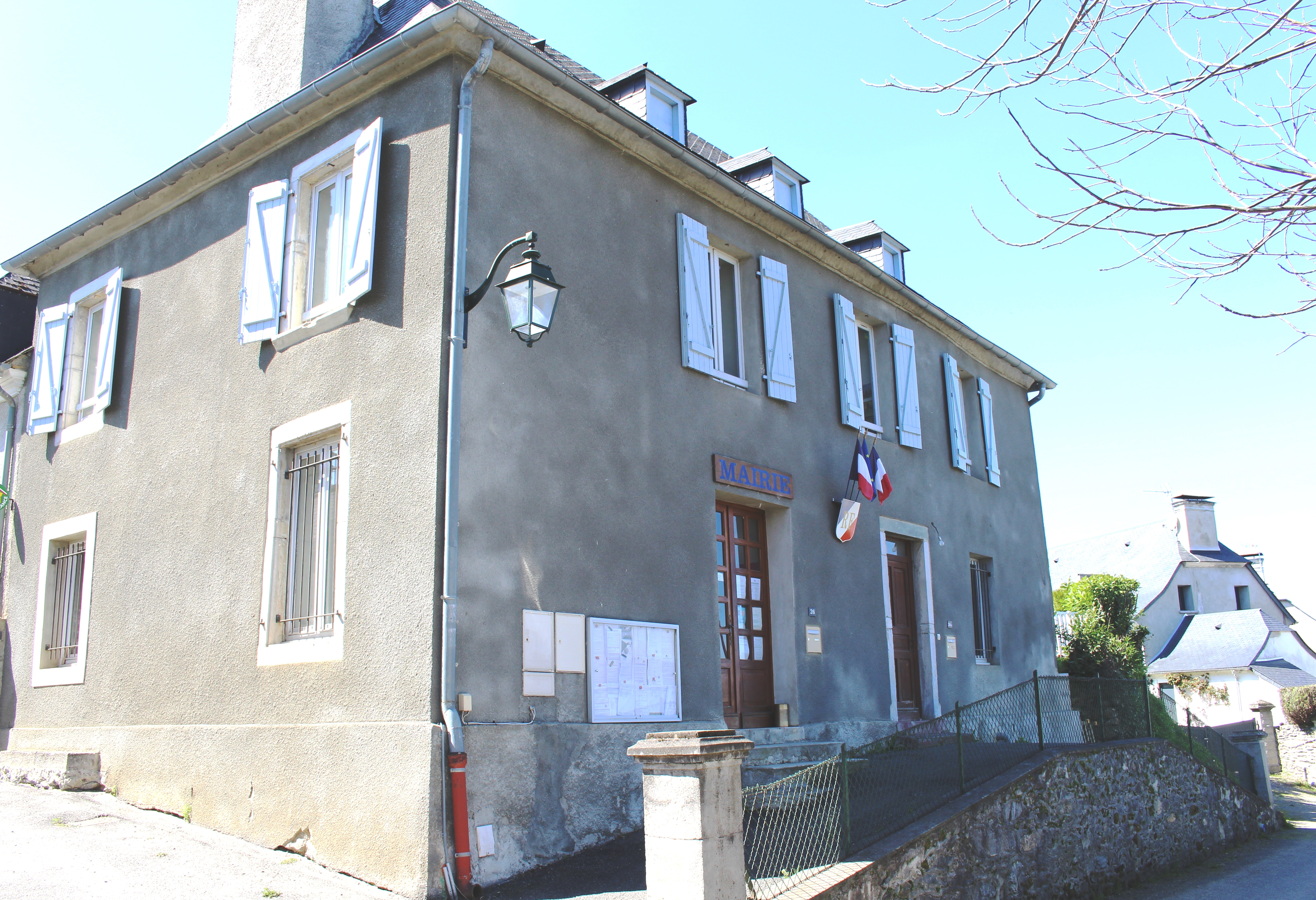
Bürgermeisteramt (Mairie) von Arrayou-Lahitte

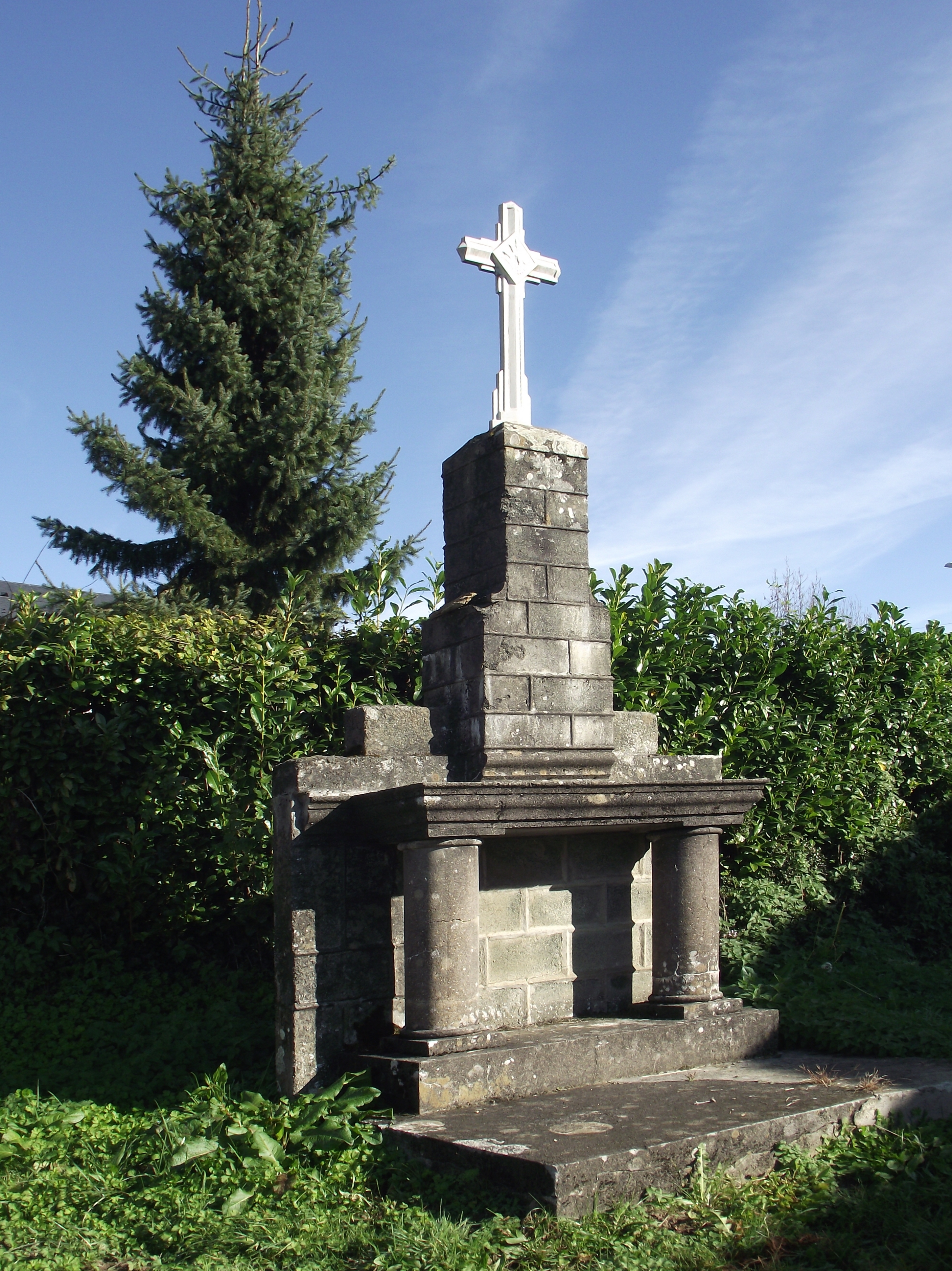
Wegekreuz

## Toponymie
Der okzitanische Name der Gemeinde heißt Arrajon-Era Hita. Der Etymon des Ortsnamens Arrayou ist das lateinische radium mit dem Suffix onem (deutsch Sonnenstrahl), der in das gascognische arrajon (deutsch sonniger Ort) übertragen wurde, ein Hinweis auf die geografische Lage an einem sonnigen Berghang. Der Name Lahitte hat seinen Ursprung im gascognischen hita (deutsch aufgestellter Stein, Grenzstein).
Toponyme und Erwähnungen von Arrayou waren:
- De Raio (1313, Steuerliste Debita regi Navarre),
- De Rayoo (1342, Kirchenregister von Tarbes),
- de Arrayoo (1379, Procuration Tarbes),
- Arrayon und Arrayo (1429, Zensus der Grafschaft Bigorre),
- Arrayon (1750, Karte von Cassini),
- Arrayoo (1760, Kirchenregister von Tarbes),
- Arrajou (1790, Département 2)
- Arrayon (1793 und 1801, Notice Communale bzw. Bulletin des lois).

Toponyme und Erwähnungen von Lahitte waren:
- de la Fite (12. oder 13. Jahrhundert und 1285, Kopialbuch der Vicomtes von Lavedan, genannt livre vert de Bénac, bzw. Volkszählung des Adels im Bigorre),
- De Fita (1313, Steuerliste Debita regi Navarre),
- De Fita (1342 und 1379, Kirchenregister von Tarbes bzw. Procuration Tarbes),
- Lafita, La Fite und Lafite (1429, Zensus der Grafschaft Bigorre),
- A Lafita (1541, ADPA, B 1010),
- Lahitte ez Angles (1736, Kirchenbücher),
- La Hitte (1750, Karte von Cassini),
- Lahitte (1793 und 1801, Notice Communale bzw. Bulletin des lois),
- Lahitte-ez-Angles (1957, Notice Communale).[5][6][7][8]

## Einwohnerentwicklung
Nach Beginn der Aufzeichnungen stieg die Einwohnerzahl bis zur Mitte des 19. Jahrhunderts auf einen Höchststand von rund 350. In der Folgezeit sank die Größe der Gemeinde bei kurzen Erholungsphasen bis zu den 1990er Jahren auf rund 85 Einwohner, bevor eine Phase mit moderatem Wachstum einsetzte, die heute noch anhält.
| Jahr      | 1962 | 1968 | 1975 | 1982 | 1990 | 1999 | 2006 | 2011 | 2022 |
| --------- | ---- | ---- | ---- | ---- | ---- | ---- | ---- | ---- | ---- |
| Einwohner | 106  | 98   | 84   | 87   | 83   | 93   | 95   | 101  | 99   |

## Sehenswürdigkeiten

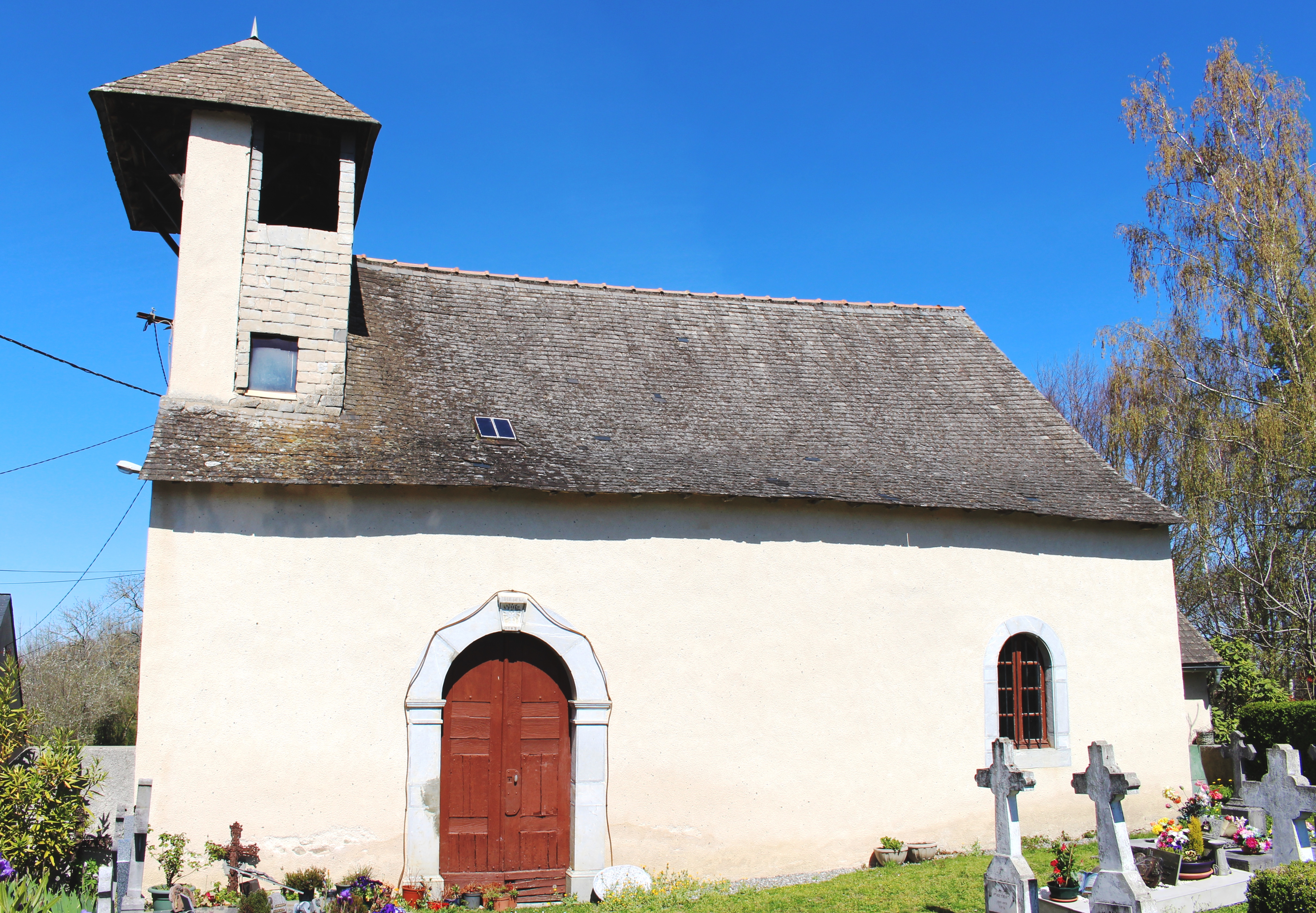
Pfarrkirche Saint-Martin

### Pfarrkirche Saint-Martin in Arrayou

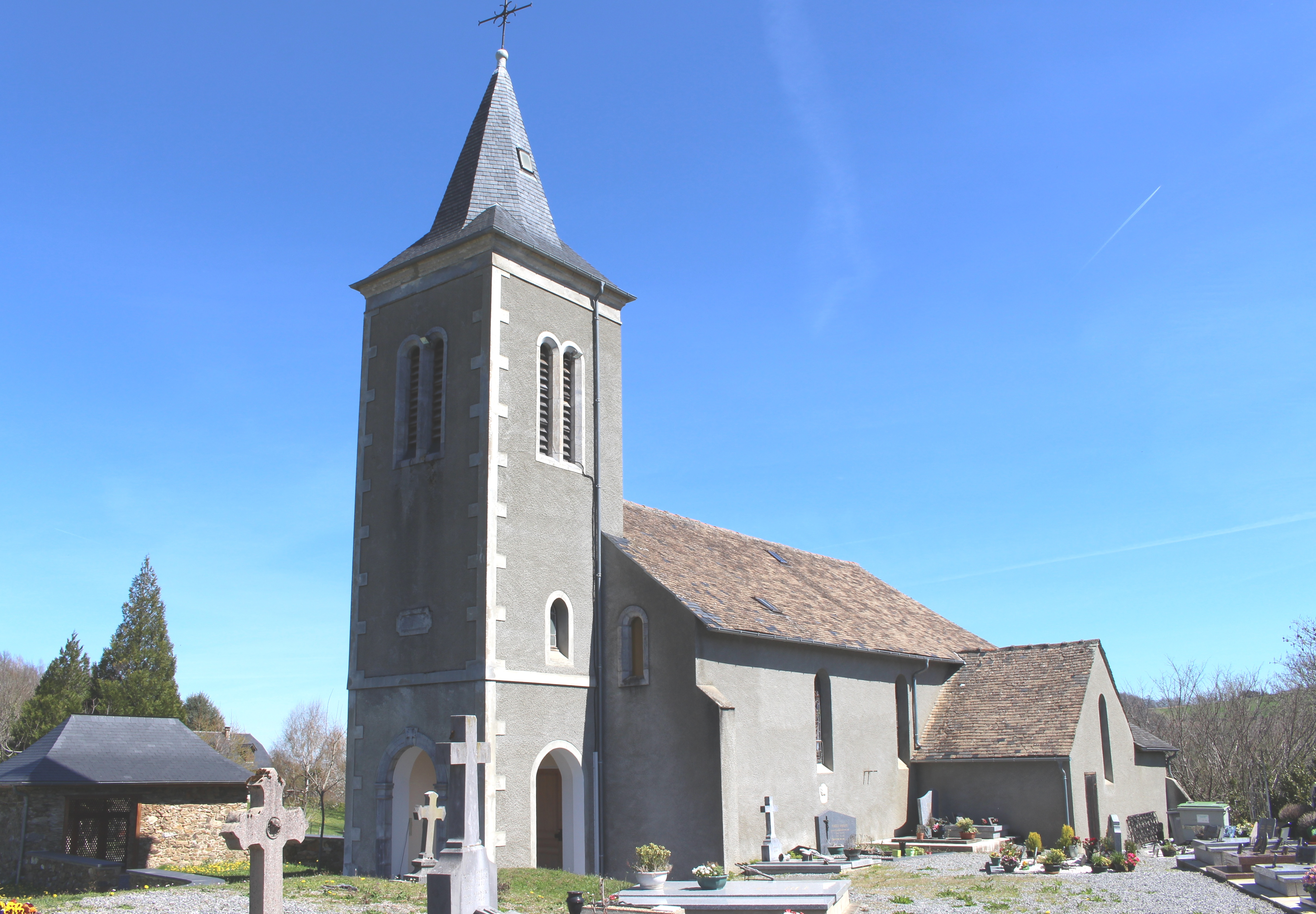
Pfarrkirche Saint-Michel

Ihr Glockengiebel wird durch einen Stützpfeiler verstärkt. Die Kirche ist zweifellos alten Ursprungs, erhielt aber zahlreiche Umbaumaßnahmen im Laufe der Jahrhunderte. Die Gewände des Eingangsportals sind mit Inschriften versehen. Links ist der Name Dulac, rechts der von Moulié zu erkennen. Es handelt sich um Namen der Bürgermeister, die die Renovierung des Gebäudes umgesetzt haben. Das Kircheninnere birgt ein kleines Altarretabel aus dem 18. Jahrhundert bei dem zwei Engelstatuetten fehlen. Auf dem Tabernakel befindet sich eine Statue mit Maria mit Jesuskind, die 2014 restauriert wurde. Sie wird von zwei Statuetten eingerahmt, die den Schutzpatron der Kirche, den heiligen Martin von Tours und Johannes den Täufer darstellen. Die Sakristei wurde im Jahre 1989 restauriert.

### Pfarrkirche Saint-Michel in Lahitte
Die Kirche wurde im 18. und im 19. Jahrhundert restauriert. Der Glockenturm über der Vorhalle wurde 1912 errichtet. Im hinteren Teil des Gebäudes sind ein kleines Christusmonogramm und ein Stein mit eingravierter Jakobsmuschel und der Jahreszahl „1731“ von der früheren Kirche außen in die Wand eingebaut. Der Boden im Kircheninneren wurde 2014 restauriert. Zahlreiche Votivtafeln und Gedenktafeln schmücken die Empore.

## Wirtschaft und Infrastruktur

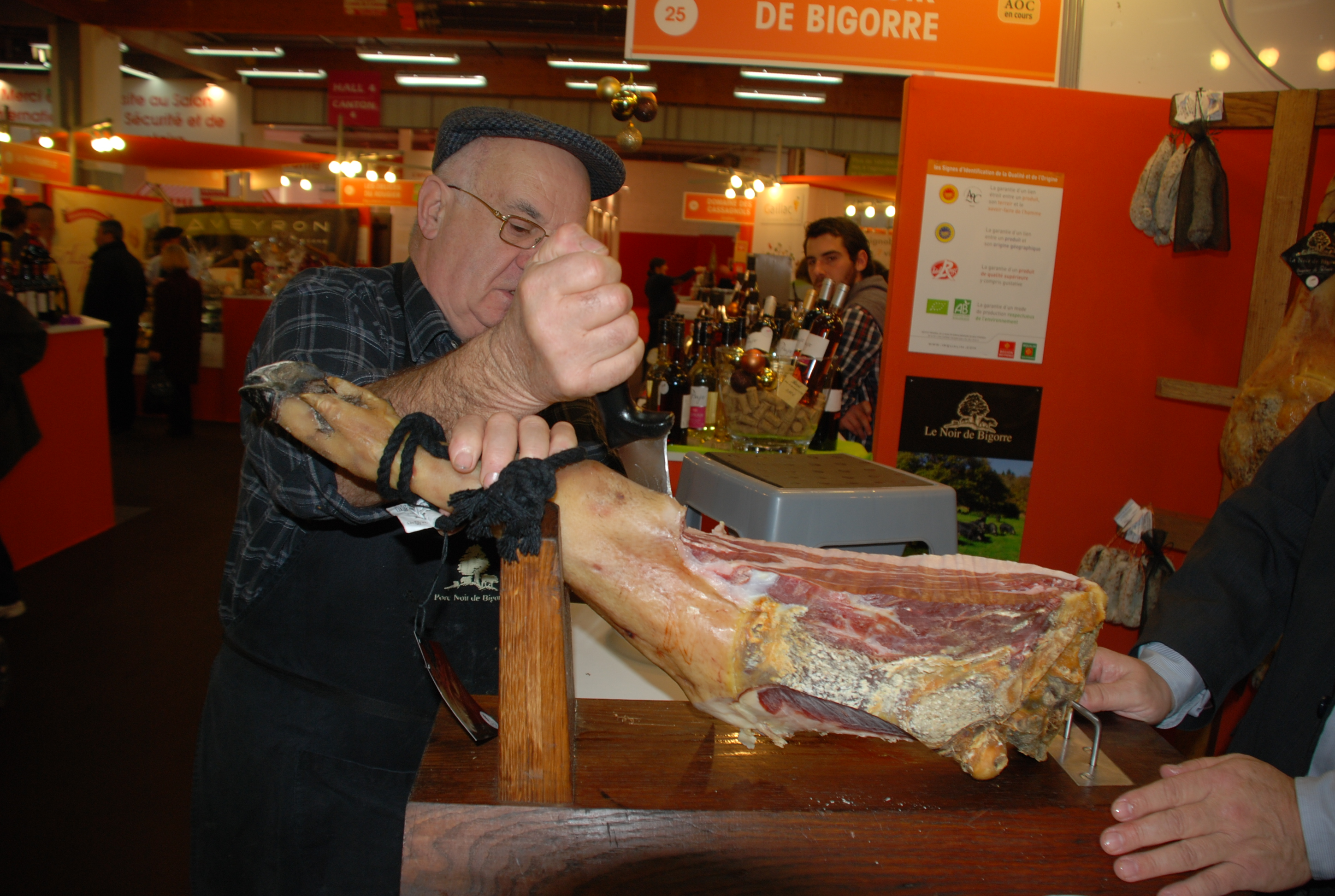
Noir de Bigorre-Schinken

Arrayou-Lahitte liegt in den Zonen AOC der Schweinerasse Porc noir de Bigorre und des Schinkens Jambon noir de Bigorre.

### Verkehr
Arrayou-Lahitte wird durchquert von der Route départementale 98.